# Гюнтер, Максимилиан
Максимилиан Гюнтер (нем. Maximilian Günther; род. 2 июля 1997, Оберстдорф) — немецкий автогонщик, ранее выступал в FIA Формуле-2 за команду BWT Arden. На данный момент является пилотом Nissan e.dams в Формуле Е.

## Карьера
Макс Гюнтер является уроженцем немецкого города Оберстдорф, в 2007 году он начал свои выступления в картинге, в котором оставался до 2010 года. В 2011 Гюнтер начал выступать на машинах с открытыми колёсами в Кубке Талантов Формулы-БМВ. В 2013 он соревновался в чемпионате ADAC Формула-Мастер в составе команды ADAC Berlin-Brandenburg e.V. и сумел закончить сезон на втором месте. В сезоне 2014 года он смог снова повторить это достижение. В 2015 году он дебютировал в Формуле-3 выступая за kfzteile24 Mücke Motorsport, однако под конец сезона оказался в Prema. Вместе с этой командой Гюнтер занял второе место по итогам сезона 2016, а также третье по итогам сезона 2017.

### ФИА Формула-2
В 2018 году Макс Гюнтер получил место в команде BWT Arden, которая выступает в чемпионате Формулы-2. В спринтерской гонке в Бахрейне он занял второе место, впервые поднявшись на подиум, однако после этого сезон для Макса складывался не слишком удачно, пока он не одержал свою первую победу в этой серии в спринтерской гонке на трассе Сильверстоун. Оставшиеся этапы сезона Гюнтер провёл слабо, лишь единожды приехав в очки, а в заключительных двух гонках на трассе Яс Марина в Абу-Даби его заменил британец Дэн Тиктум. В конечном итоге, Максимилиан набрал 41 очко и занял 14 место в своём первом сезоне в Формуле-2.

### ФИА Формула-Е

#### 2018/19
Гюнтер присоединился к команде Dragon Racing как тестовый и резервный пилот, он участвовал в тестах новичков в Марракеше в 2018 и в предсезонных тестах до начала пятого сезона. После перехода Жерома Д'Амброзио в команду Mahindra Racing, Гюнтер получил место одного из боевых пилотов команды. Он совершил свой дебют на еПри Эд-Диръия в декабре 2018 года. Уик-энд задался не сильно хорошим, сначала Гюнтер сошёл в квалификации, заслужив лишь шестнадцатую стартовую позицию, а затем был вынужден бороться в конце пелотона. Он финишировал пятнадцатым, однако позади него оказались бывшие пилоты Формулы-1 Стоффель Вандорн и Фелиппе Масса, которые также совершали свой дебют в Формуле Е. Проведя всего три гонки в составе Geox Dragon, место Гюнтера перешло к бразильскому гонщику Фелипе Насру, который ранее выступал в Формуле-1, после этого сам Макс стал резервным пилотом команды. Спустя три этапа Гюнтер вновь сел за руль болида, и выступал до конца сезона. Временами ему удавалось показать хороший результат в квалификации, что позволяло создать хороший задел на гонку. На оставшихся этапах сезона он дважды финишировал в очках. Первый раз это произошло на еПри Парижа, где он занял пятое место, а второй на еПри Берна, где он вновь финишировал пятым. С двадцатью набранными очками он закончил сезон на семнадцатом месте в личном зачёте, обогнав Хосе Марию Лопеса, своего напарника, который набрал лишь три очка, а также Фелипе Насра, который выступал вместо Макса на трёх этапах и не набрал ни одного очка.

#### 2019/20
В сентябре 2019 года стало известно, что Макс Гюнтер покинул GEOX Dragon и подписал контракт с командой BMW i Andretti Motorsport. Уже во второй гонке нового сезона Гюнтер финишировал вторым, однако был лишён первого подиума за обгон в режиме машины безопасности. Штраф за это нарушение перенёс его со второго места за пределы очковой зоны. Следующим был этап в Сантьяго, Макс с самого начала претендовал на хороший результат в гонке, ведь он отлично провёл квалификацию, заняв второе место на старте. В течение первой половины гонки Гюнтер боролся с Паскалем Верляйном и Митчем Эвансом, в итоге он смог их опередить, немного оторвался и долгое время лидировал во второй её половине. Затем появился темп у пилотов DS Techeetah, и они стали постепенно проходить лидеров. Сначала к тройке подобрался Вернь, однако у него возникли проблемы с колесом, вызванные столкновением в начале гонки, и ему пришлось сойти. Позже, уже на последних кругах, Антониу Феликс да Кошта, второй пилот DS Techeetah, смог пройти Гюнтера с помощью грубого манёвра, однако немец уверенно держался у него на хвосте и провёл успешную атаку за лидерство на последнем круге. В итоге, Макс Гюнтер стал самым молодым победителем этапа Формулы Е. На этапе в Мехико финишировал 13-м. В Марракеше квалифицировался вторым, позади да Кошты, в начале гонки с ним боролся за победу, однако во второй половине гонки Гюнтер потерял в темпе и еще пропустил вперёд Верня, но на последнем круге вернул себе второе место, так как у Верня было меньше энергии. В Берлине в третьей гонке одержал победу, однако это был единственный его успех на этапе — Гюнтер сошёл в трёх гонках, в одной приехал вне очков и еще в одной был дисквалифицирован. Гюнтер закончил сезон с двумя победами с 69 очками на девятом месте.

#### 2020/21
В августе 2020 года команда BMW i Andretti Motorsport продлила контракт с Гюнтером. На первом этапе в Диръие в обеих гонках попадал в аварии и сошёл. На еПри Рима впервые в сезоне набрал очки, в обеих гонках финишировал в очках (девятый и пятый). Победил в первой гонке еПри Нью-Йорка, опередив соперников впереди, Верня и Кэссиди, которые столкнулись в борьбе за лидерство. Гюнтер сезон закончил с одной победой, в восьми гонках финишировал в очках, набрав 66 очков, и закончил сезон на 16-м месте.

#### 2021/22
В сентябре 2021 года было объявлено, что Гюнтер покинул команду Andretti Motorsport и присоединился к Nissan e.dams в напарники чемпиону серии Себастьену Буэми.

## Личная жизнь
Гюнтер имеет два гражданства: Германии и Австрии. В гонках он участвует с немецкой лицензией.

## Результаты выступлений
| Сезон   | Серия                     | Команда                      | Гонки | Победы | Поулы | Л/Круги | Подиумы | Очки | Место |
| ------- | ------------------------- | ---------------------------- | ----- | ------ | ----- | ------- | ------- | ---- | ----- |
| 2011    | Formula BMW Talent Cup    | ?                            | 16    | 0      | ?     | ?       | ?       | ?    | 2     |
| 2013    | ADAC Formel Masters       | ADAC Berlin-Brandenburg e.V. | 24    | 2      | 0     | 0       | 11      | 240  | 2     |
| 2014    | ADAC Formel Masters       | ADAC Berlin-Brandenburg e.V. | 24    | 4      | 0     | 0       | 10      | 262  | 2     |
| 2015    | ФИА Европейская Формула-3 | Mücke Motorsport             | 27    | 1      | 0     | 0       | 2       | 150  | 8     |
| 2015    | ФИА Европейская Формула-3 | Prema Powerteam              | 3     | 0      | 0     | 0       | 0       | 150  | 8     |
| 2016    | ФИА Европейская Формула-3 | Prema Powerteam              | 30    | 4      | 7     | 4       | 13      | 320  | 2     |
| 2016    | Гран-при Макао            | Prema Powerteam              | 1     | 0      | 0     | 0       | 0       | Н/Д  | НФ    |
| 2017    | ФИА Европейская Формула-3 | Prema Powerteam              | 30    | 5      | 3     | 2       | 16      | 383  | 3     |
| 2018    | ФИА Формула-2             | BWT Arden                    | 14    | 1      | 0     | 0       | 2       | 41   | 14    |
| 2018–19 | Формула-E                 | Geox Dragon Racing           | 10    | 0      | 0     | 0       | 0       | 20   | 17    |
| 2019–20 | Формула-E                 | BMW i Andretti Motorsport    | 11    | 2      | 0     | 0       | 3       | 69   | 9     |
| 2020-21 | Формула-E                 | BMW i Andretti Motorsport    | 15    | 1      | 0     | 0       | 1       | 66   | 16    |

### Европейская Формула-3
| Сезон | Команда                     | Двигатель | 1       | 2          | 3        | 4       | 5       | 6          | 7      | 8       | 9       | 10         | 11         | 12       | 13         | 14      | 15      | 16      | 17      | 18         | 19       | 20      | 21       | 22       | 23       | 24       | 25       | 26         | 27         | 28       | 29      | 30      | 31      | 32      | 33      | Место | Очки |
| ----- | --------------------------- | --------- | ------- | ---------- | -------- | ------- | ------- | ---------- | ------ | ------- | ------- | ---------- | ---------- | -------- | ---------- | ------- | ------- | ------- | ------- | ---------- | -------- | ------- | -------- | -------- | -------- | -------- | -------- | ---------- | ---------- | -------- | ------- | ------- | ------- | ------- | ------- | ----- | ---- |
| 2015  | kfzteile24 Mücke Motorsport | Mercedes  | СИЛ 1 9 | СИЛ 2 12   | СИЛ 3 21 | ХОК 1 5 | ХОК 2 4 | ХОК 3 5    | ПО 1 4 | ПО 2 18 | ПО 3 2  | МНЦ 1 Сход | МНЦ 2 Сход | МНЦ 3 10 | СПА 1 13   | СПА 2 7 | СПА 3 8 | НОР 1 4 | НОР 2 1 | НОР 3 Сход | ЗАН 1 29 | ЗАН 2 7 | ЗАН 3 12 | РБР 1 20 | РБР 2 14 | РБР 3 19 | АЛГ 1 14 | АЛГ 2 14   | АЛГ 3 Сход | НЮР 1    | НЮР 2   | НЮР 3   |         |         |         | 8     | 150  |
| 2015  | Prema Powerteam             | Mercedes  |         |            |          |         |         |            |        |         |         |            |            |          |            |         |         |         |         |            |          |         |          |          |          |          |          |            |            |          |         |         | ХОК 1 4 | ХОК 2 4 | ХОК 3 6 | 8     | 150  |
| 2016  | Prema Powerteam             | Mercedes  | ЛЕК 1 5 | ЛЕК 2 Сход | ЛЕК 3 1  | ХУН 1 5 | ХУН 2 1 | ХУН 3 Сход | ПО 1 3 | ПО 2 14 | ПО 3 13 | РБР 1 3    | РБР 2 6    | РБР 3    | НОР 1 Сход | НОР 2 3 | НОР 3 5 | ЗАН 1 4 | ЗАН 2   | ЗАН 3 1    | СПА 1 2  | СПА 2 7 | СПА 3 6  | НЮР 1 2  | НЮР 2    | НЮР 3 1  | ИМО 1 12 | ИМО 2 Сход | ИМО 3 12   | ХОК 1 2  | ХОК 2 8 | ХОК 3 9 |         |         |         | 2     | 320  |
| 2017  | Prema Powerteam             | Mercedes  | СИЛ 1 3 | СИЛ 2 4    | СИЛ 3 4  | МНЦ 1 7 | МНЦ 2 4 | МНЦ 3      | ПО 1 3 | ПО 2 1  | ПО 3 1  | ХУН 1      | ХУН 2 6    | ХУН 3 6  | НОР 1      | НОР 2 3 | НОР 3 2 | СПА 1 3 | СПА 2 3 | СПА 3 Сход | ЗАН 1 3  | ЗАН 2 7 | ЗАН 3    | НЮР 1 12 | НЮР 2 13 | НЮР 3 7  | РБР 1 3  | РБР 2 7    | РБР 3 5    | ХОК 1 10 | ХОК 2   | ХОК 3 1 |         |         |         | 3     | 383  |

### ФИА Формула-2
| Сезон | Команда   | 1         | 2         | 3            | 4           | 5            | 6          | 7          | 8         | 9          | 10         | 11         | 12         | 13        | 14        | 15         | 16           | 17        | 18         | 19         | 20         | 21          | 22         | 23      | 24      | Место | Очки |
| ----- | --------- | --------- | --------- | ------------ | ----------- | ------------ | ---------- | ---------- | --------- | ---------- | ---------- | ---------- | ---------- | --------- | --------- | ---------- | ------------ | --------- | ---------- | ---------- | ---------- | ----------- | ---------- | ------- | ------- | ----- | ---- |
| 2018  | BWT Arden | БАХ ГОН 8 | БАХ СПР 2 | БАК ГОН Сход | БАК СПР 15† | КАТ ГОН Сход | КАТ СПР 12 | МОН ГОН 11 | МОН СПР 6 | ЛЕК ГОН 12 | ЛЕК СПР 11 | РБР ГОН 15 | РБР СПР 12 | СИЛ ГОН 8 | СИЛ СПР 1 | ХУН ГОН 16 | ХУН СПР Сход | СПА ГОН 9 | СПА СПР 16 | МНЦ ГОН 12 | МНЦ СПР 16 | СОЧ ГОН 16† | СОЧ СПР 10 | ЯСМ ГОН | ЯСМ СПР | 14    | 41   |

† Пилот не финишировал в гонке, но был классифицирован как завершивший более 90% её дистанции.

### Формула-Е
| Сезон   | Команда                   | Машина       | 1        | 2        | 3        | 4      | 5        | 6       | 7        | 8      | 9        | 10       | 11     | 12       | 13     | 14    | 15     | Место | Очки |
| ------- | ------------------------- | ------------ | -------- | -------- | -------- | ------ | -------- | ------- | -------- | ------ | -------- | -------- | ------ | -------- | ------ | ----- | ------ | ----- | ---- |
| 2018-19 | Geox Dragon Racing        | Spark SRT05e | ДИР 15   | МАР 12   | САН Сход | МЕХ    | ГКГ      | СНЬ     | РИМ 19†  | ПАР 5  | МОН Сход | БЕР 14   | БРН 5  | НЙК Сход | НЙК 19 |       |        | 17    | 20   |
| 2019-20 | BMW i Andretti Motorsport | Spark SRT05e | ДИР 18   | ДИР 11   | САН 1    | МЕХ 13 | МАР 2    | БЕР ДСК | БЕР Сход | БЕР 1  | БЕР Сход | БЕР Сход | БЕР 12 |          |        |       |        | 9     | 69   |
| 2020-21 | BMW i Andretti Motorsport | Spark SRT05e | ДИР Сход | ДИР Сход | РИМ 9    | РИМ 5  | ВАЛ Сход | ВАЛ 12  | МОН 5    | ПУЭ 12 | ПУЭ 7    | НЙК 1    | НЙК 10 | ЛОН 18   | ЛОН 6  | БЕР 8 | БЕР 15 | 16    | 66   |

† Пилот не финишировал в гонке, но был классифицирован как завершивший более 90% её дистанции.